# Packard Caribbean
La Caribbean è un'autovettura costruita dalla Packard dal 1953 al 1956.
Era il modello di punta della Casa automobilistica di Detroit, ed il suo design derivava da quello della Packard Pan-American, un modello da esposizione dell'anno precedente. 
Dal 1953 al 1955 la Caribbean fu prodotta solamente in versione cabriolet. Nell'ultimo anno di fabbricazione alla decappottabile fu affiancata la versione hard-top.

## Gli anni di produzione

### 1953

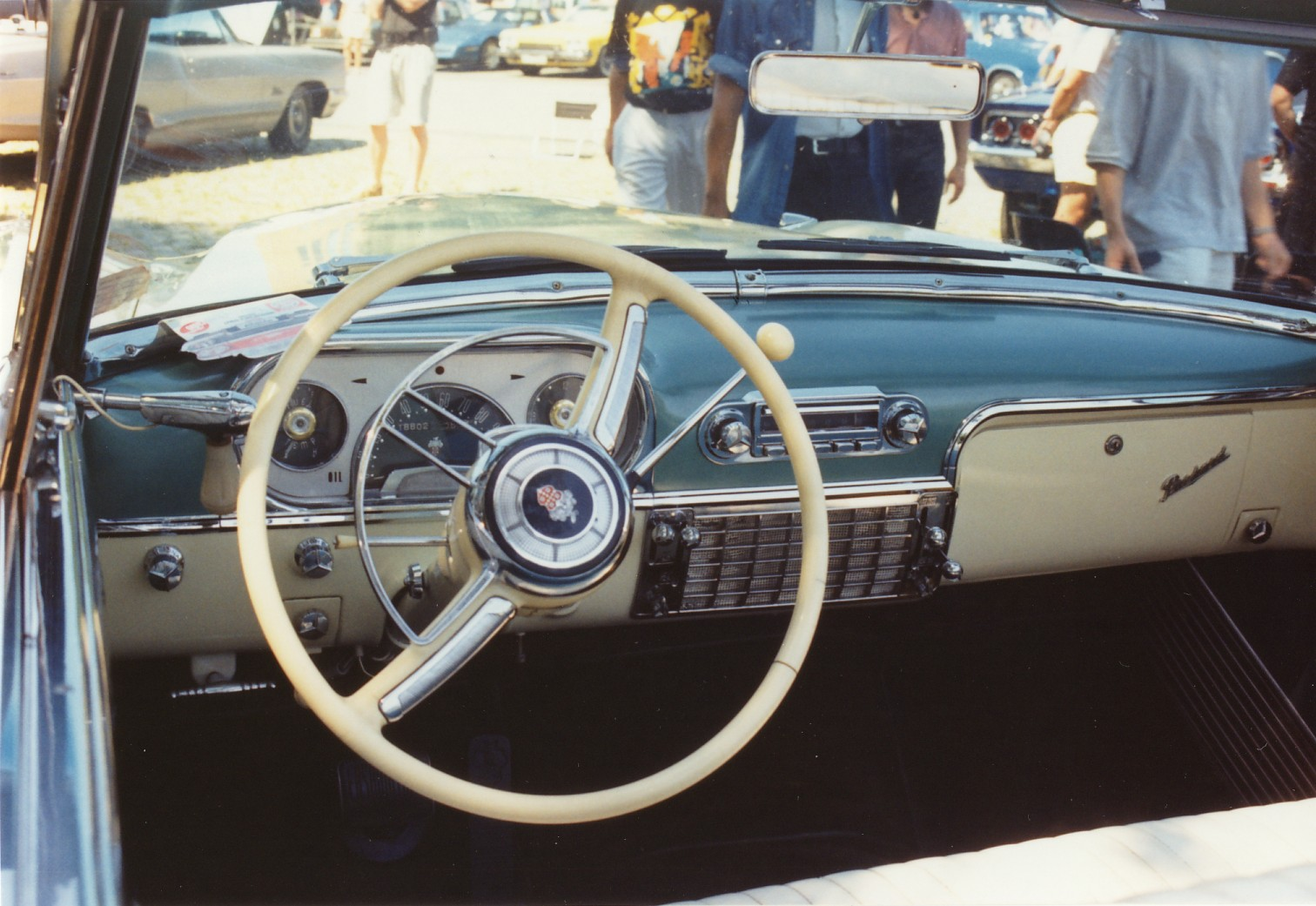
Gli interni di una Packard Caribbean del 1953

Introdotta come parte della gamma della Cavalier, la Caribbean prodotta nel 1953 era forse il modello Packard più facilmente identificabile per i suoi parafanghi posteriori bombati, le sue decorazioni laterali e la banda cromata che era applicata all'intera lunghezza della vettura. Questa fascia delineava in particolare le aperture della carrozzeria che ospitavano le ruote. La ruota di scorta era fornita di serie ed il cofano possedeva una larga presa d'aria. I corpi vettura della Caribbean erano modificati dalla Mitchell-Bentley Corporation di Ionia, nel Michigan. I colori disponibili erano il Polaris Blue (“blu stella polare”), il Gulf Green Metallic (“verde golfo metallico”), il Maroon Metallic (“marrone metallico”) ed il Sahara Sand (“sabbia del deserto”). Fu comunque fabbricata una serie limitata di esemplari color avorio o nero.
Gli interni della Caribbean erano riccamente rivestiti di pelle. Oltre a questo, erano disponibili molti optional: ad esempio, nel primo anno di produzione, furono offerti con un costo extra la trasmissione Ultramatic ed i vetri elettrici.
Nel primo anno di produzione furono fabbricati 750 esemplari, che oggi sono molto ricercati dai collezionisti.

### 1954
All'inizio del 1954 la Caribbean fu elevata allo status di modello Senior (dal 1936 la gamma della Packard era contraddistinta da due serie: da un lato le lussuose Senior, e dall'altro le più economiche Junior). 
Per quanto riguarda il design, nel 1954 fu eliminata la bombatura dei parafanghi posteriori e l'uso di parti cromate diventò più abbondante. La Caribbean continuò comunque ad avere il suo design unico, e fu commercializzata con una verniciatura a due colori. Come per la Patrician 400, alla Caribbean furono installati alloggiamenti per i fari anteriori dotati di pinne. Questi alloggiamenti erano una delle caratteristiche che distinguevano le Packard della serie Senior dai modelli di gamma inferiore. 
Il motore da 5880 cm³ di cilindrata installato sul modello era l'incarnazione dei propulsori Packard da otto cilindri in linea. 
Il 1954 fu l'anno in cui furono prodotte meno Caribbean, dato che ne furono realizzati solamente 400 esemplari.

### 1955

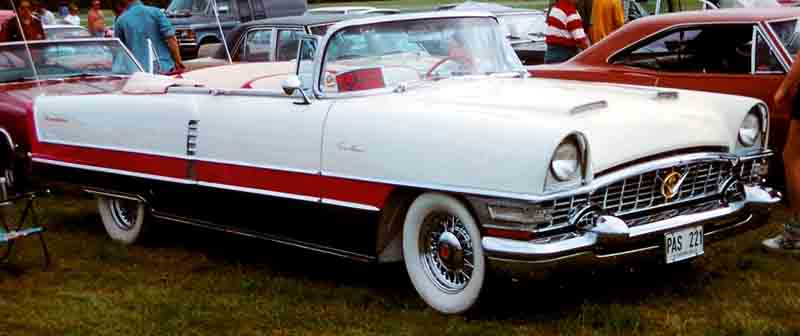
Una Packard Caribbean del 1955

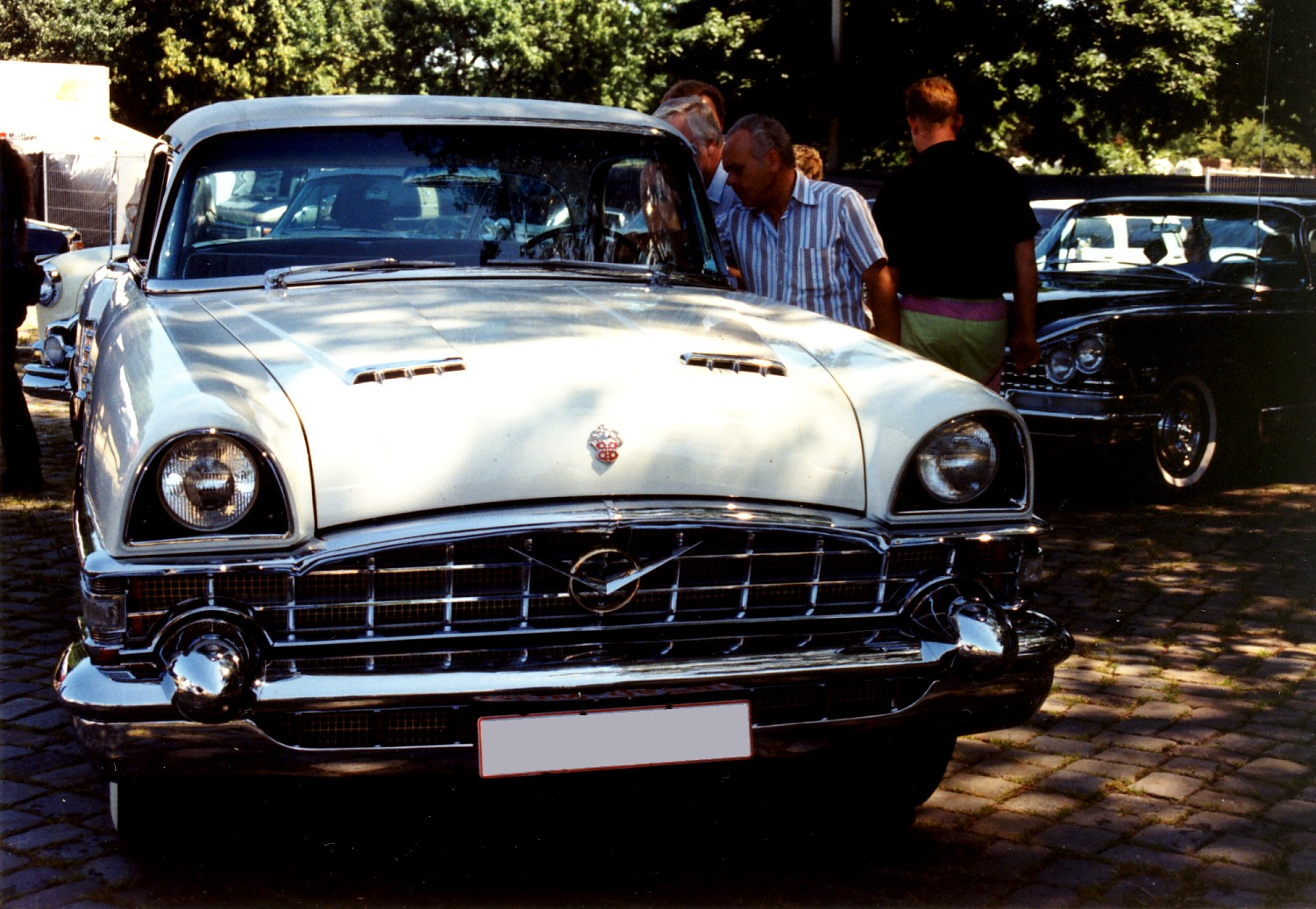
Una Packard Caribbean del 1956

Le Caribbean del 1955, che ora avevano installato un motore V8, adottarono completamente lo stile delle Packard della serie Senior. I modelli erano disponibili con verniciature a due o tre colori. La presa d'aria sul cofano, da singola, fu sdoppiata in due unità. Il modello ricevette anche sospensioni a barra di torsione. Nel 1955 furono prodotti 500 esemplari.

### 1956
Nel 1956 alla cabriolet fu aggiunta la versione hard-top, che possedeva anch'essa caratteristiche lussuose. Le differenze tra gli allestimenti dei modelli del 1956 rispetto a quelli dell'anno precedente erano minime. Fu cambiata la distanza tra le maglie della griglia anteriore, che diventò così simile a quella installata sulla Patrician 400, mentre lo stile “a cattedrale” dei fari posteriori fu mantenuto. Per quanto riguarda i fanali anteriori, fu prevista una copertura superiore più vistosa. Nel 1956 furono costruiti 263 esemplari della versione hard-top e 276 di quella cabriolet.
La Caribbean non fu più prodotta con la chiusura degli stabilimenti storici Packard di Detroit ed il conseguente trasferimento delle attività produttive della Casa automobilistica nelle fabbriche della Studebaker a South Bend.